# Воронежсельмаш
Воронежсельмаш — российское предприятие (входит в состав консорциума KOBLiK GROUP c 2019 года, являясь одной из производственных площадок) в сфере производства оборудования для поcлеуборочной обработки, очистки, сушки, транспортировки и хранения зерна. Производит зерноочистительную технику, зерносушилки, оборудование для элеваторных комплексов.

## История
- 1917 год Петроградским промышленником Петичевым Антоном Николаевичем были построены корпус проводникового производства с резиновым отделением, административное здание. Началось строительство корпусов для бронекабельного, проволочного и меднопрокатного производств.
- 1918 год «… в целях решительной борьбы с хозяйственной и продовольственной разрухой и для упрочения диктатуры рабочего класса и деревенской бедноты…», завод был национализирован согласно указу Совета Народных Комиссаров от 28.07.1918 г.  До 1928 года Воронежский губсовнархоз использовал строения завода в своих целях. Были они разные, но служили уже делу новой Советской власти. Ещё долго, почти 10 лет, за ним сохранялось название «бывший завод Петичева».
- 1928 год изготовлена пробная партия триеров.
- 1932 год на предприятии выпускаются простейшие зерноочистительные машины — ручные триеры. Объёмы производства превысили 30000 тысяч триеров в год.
- 1941 год завод был эвакуирован в г. Андижан Узбекской ССР.
- 1942 год во время боев за освобождение Воронежа корпуса цехов и здание заводоуправления были частично разрушены.
- 1943 год предприятие получило название «Воронежсельмаш».
- 1946 год выпущен первый послевоенный триер.
- 1948 год начался выпуск сложных зерноочистительных машин ВИМ-СММ-2.
- 1967 год завод награждён Почетной грамотой Президиума Верховного совета РСФСР.
- 1970 год завод удостоен Диплома Совета Министров СССР и ВЦСПС.
- 1976 год за досрочное выполнение плана девятой пятилетки завод награждён орденом «Знак почёта».
- 1979 год выпущена миллионная зерноочистительная машина.
- 1983 год группе работников завода было присвоено звание Лауреатов Государственной премии СССР. 200 работников завода награждены орденами и медалями за трудовые успехи, 640 сельмашевцев награждены юбилейными ленинскими медалями.
- до 1992 год «Воронежсельмаш» являлся головным предприятием производственного объединения, включавшего в себя конструкторско-технологическое бюро (ГКТБ) и четыре предприятия в Воронеже, Харькове, Брянске и Сузьме. Конструкторами ГКБТ разработаны высокопроизводительные машины, применяющиеся в зерноочистке до настоящего времени: ОВС-25 (1968), ЗВС-20 (1978), МПО-50 (1980 г), а также оборудование для зерноочистительных агрегатов и комплексов (ЗАВ). В 70-80-х годах ряд лицензий на производство машин и узлов, созданных и усовершенствованных конструкторами Воронежсельмаш, были переданы германским производителям зерноочистительного оборудования на предприятие Petkus (Петкус).
- 1993 год проведена приватизация завода в открытое акционерное общество «Воронежсельмаш»
- 2004 год создана базовая модель модульного сепаратора СВУ-60.
- 2005 год создана новая линейка сепараторов СВТ-40, СПО-100.
- 2006 год создана специализированная инжиниринговая служба выполняющая строительство зерноочистительных комплексов «под ключ»
- 2007 год строительство и ввод в эксплуатацию первого элеватора Инжиниринговой службой ВСМ мощностью – 25 тыс. тонн. Создана новая линейка сепараторов для семян СПС-10, СТ-8, СТ-12.
- 2008 год совместно с Воронежским государственным университетом  выпускает фотосепаратор Ф 5.1. Оптический сортировщик зерна получает гран-при министерства сельского хозяйства РФ. Россия вошла в пятёрку стран обладающих данной технологией[1].
- 2010 год разработан и произведен первый конусный силос для зерновых вместимостью 500 т.
- 2011 год в июне начато строительство нового завода [2]
- 26 сентября 2012 года открылся новый завод «Воронежсельмаш» в индустриальном парке «Масловский», "Старая" территория продана под жилую застройку. В настоящее время на месте бывшего производства построен жилой микрорайон "Современник", в сохранившемся здании заводоуправления расположен бизнес-центр[3].
- 2012 год начало производства зерносушилок жалюзийного типа серии MD.
- 2013 год создан оптоволоконный лазерный сепаратор (получен европейский патент), локализация производства сушилок - 100% производится на новом заводе.
- 2014 год на базе завода открыт "Центр технологической компетенции аддитивных технологий"
- 2018 год запущено производство новых высокопроизводительных сепараторов для очистки зерна серии U (U-060, U-120, U-160 и U-250)
- 2019 год достигнут общий объем произведенных силосных емкостей для хранения зерна более 2,5 млн. т., запущено серийное производство силосов  плоскодонных  вместимостью свыше 15 000 тон, запущено серийное производство норий и транспортеров скребковых производительностью 350 т/ч. Площадка вошла в список системообразующих предприятий РФ.
- 2020 год запущено серийное производство модульных зерносушилок серии FD, появились версии сепараторов серии ALFA - A-075/125/175/250, ТRIER - T-080/120, Z-025в оцинкованном исполнении, реализованы проекты полнокомплектных линий для очистки семян 10 и 20 т/ч. Предприятие вошло в состав участников национального проекта "Повышение производительности труда" и совместно с Федеральным центром компетенций реализовало проект по внедрению бережливого производства.
- 2021 год запущено серийное производство зерносушилок 3-х типов: 1. энергосберегающих шахтных зерносушилок с рекуперацией серии SD производительностью до 200 т/ч, 2. конвейерных зерносушилок серии KD производительностью до 60 т/ч. 3. колонковых зерносушилок серии XD. Начато строительство нового производственного корпуса на 10 тыс. кв. м.
- 2022 год запущено серийное производство линейки сепараторов V-120 и V-150.
- 2023 год был сложным для отрасли, тем не менее - дивизион в Масловке реализовал все запланированные проекты и показал рост более 7% по итогам периода
- 2025 год - "Воронежсельмаш" переходит под управление ООО "УК Koblik Group" [4]

## Собственники и руководство
Форма правления - совет директоров. Председатель совета директоров Егор Алексеевич Коблик. Генеральный директор — Карпенко Роман Николаевич.

## Деятельность
Машиностроение, конструирование и производство сельскохозяйственной техники. Компания входит в ассоциацию «Росспецмаш».

### Зерноочистительная техника

#### Стационарная
- A-075, A-125, A-175, A-250 - предназначен для предварительной очистки поступающего от комбайнов или других молотильных устройств зернового вороха колосовых, крупяных и зернобобовых культур, технических и масличных культур и семян трав от лёгких и крупных сорных примесей, отделяемых воздушным потоком и решетом – сетчатым транспортером, с целью лучшего сохранения семян и зерна, подготовки их к сушке и активному вентилированию, повышения эффективности последующей очистки.
- U-060, U-120, U-160, U-250 - сепараторы высокопроизводительные универсальные, предназначенные для предварительной очистки поступающего от комбайнов или других молотильных устройств зернового вороха колосовых, зернобобовых, крупяных, технических и масличных культур, а также семян трав от легких, крупных и мелких сорных примесей, отделимых воздушным потоком и решетами, с целью лучшего сохранения зерна и семян, подготовки их к сушке и повышения эффективности последующей очистки. Сепаратор может использоваться для первичной очистки выше указанных культур, прошедших предварительную очистку и сушку, от легких, крупных и мелких примесей (сорных и зерновых), отделимых воздушным потоком и решетами, с целью доведения содержания примесей в очищенном зерне до базисных кондиций. Так же может использоваться для вторичной очистки выше указанных культур, прошедших предварительную очистку и сушку, от отхода, отделимого воздушным потоком и решетами, с целью доведения их до норм категории РС и РСт ГОСТ Р 52325 по содержанию семян основной культуры и сорных растений.
- Т-120, Т-200 - сепараторы триерные - выделение из зернового (семенного) материала примесей, отличающихся по длине от зерен основной культуры, прошедших первичную и предварительную очистку на воздушно-решетных машинах.
- VARIO - серия стационарных машин вторичной очистки семян. Предназначена для работы в составе технологического оборудования зерноочистительных агрегатов производительностью 10,20 т/ч, а также в складских помещениях.

Зерносушилки
- серия МD - зерносушилки жалюзийного типа производительностью от 30 до 200 т/ч.
- серия SD - зерносушилки шахтного типа срекуперацией производительностью от 30 до 200 т/ч.
- серия KD - конвейерные зерносушилки производительностью от 5 до 60 т/ч.
- серия FD - модульные зерносушилки шахтного типа производительностью от 10 до 33 т/ч.
- серия XD - колонковые зерносушилки производительностью от 10 до 55 т/ч.